# DesktopBSD
DesktopBSD war eine, mit der grafischen Benutzeroberfläche KDE und einer Reihe eigener Tools versehene, Variante des Unix-Derivats FreeBSD sowie der Live-CD-Distribution FreeSBIE.
Die Entwickler bezeichneten DesktopBSD als eine sinnvolle Ergänzung zu FreeBSD. Nützliche, grafische Werkzeuge sollten Installation, Programmaktualisierungen und Sicherheitsaktualisierungen etc. vereinfachen. Diese Werkzeuge bestanden unter anderem aus einem Paketmanager für Ports und Pakete sowie aus Meldungen für Batterieverbrauch, Hardware und mehr. Die Anwendbarkeit von FreeBSD und die Kompatibilität dazu standen im Vordergrund. Das Projekt wurde 2017 nach einer längeren Phase geringer Aktivität endgültig eingestellt. Die Software steht jedoch noch zum Download zur Verfügung und das Projekt-Forum ist weiterhin aufrufbar.
Neben DesktopBSD existiert noch TrueOS (früherer Name: PC-BSD) als ein Projekt, das BSD einfach verwendbar und optisch ansprechend machen will. Anders als DesktopBSD, das sich als FreeBSD-Ergänzung sieht, geht TrueOS teils eigene Wege und setzt dabei auf OpenZFS als sicherem Dateisystem und Lumina als sicherer Desktop-Umgebung.

## Entwicklungsstand
DesktopBSD wurde ursprünglich durch den Österreicher Peter Hofer und dem in der Schweiz lebenden Daniel Seuffert entwickelt. Die ersten Release Candidates erschienen im Herbst 2005, die Version 1.0 wurde am 28. März 2006 veröffentlicht. Die letzte am 7. September 2009 erschienene Version trägt die Versionsnummer 1.7.
Nachdem zunächst alles auf die Einstellung des Projektes hindeutete und diese auch durch Peter Hofer angekündigt wurde, hatte sich 2010 eine kleine deutsche Entwicklergruppe gefunden, welche das DesktopBSD-Projekt unter Leitung von Daniel Hilbert weiterführen wollte. Auf der offiziellen Website wurde zunächst das Erscheinen der Version 2.0 für 2011 angekündigt, allerdings war die Website später vom Netz genommen worden.
Im März 2013 wurde angekündigt, dass das DesktopBSD-Projekt fortgesetzt wird. In der Zwischenzeit wurde an der Version 2.0 gearbeitet. Mit Meldung vom Februar 2017 im DesktopBSD-Forum wurde allerdings durch ein aktives Mitglied des Projekts mitgeteilt, dass das Projekt nicht mehr fortgesetzt wird.

## Ziele
Das Hauptziel von DesktopBSD war es, ein mit grafischer Oberfläche versehenes Betriebssystem zur Verfügung zu stellen, welches dem Anwender sowohl einfache Bedienbarkeit und hohe Funktionalität bietet, jedoch ohne auf die Schnelligkeit, Stabilität und Sicherheit eines unixoiden BSD-basierten Betriebssystems zu verzichten.
Auf lange Sicht gesehen, sollte DesktopBSD ein Betriebssystem sein, welches den meisten Anforderungen von Nutzern graphischer Desktops auf PCs gerecht wird. Dazu gehörte unter anderem die einfache Installation sowie das Aktualisieren und Deinstallieren von Software mit einem grafischen Installationsprogramm für die Ports, ein effizientes Energiemanagement auf tragbaren Geräten, welches dazu auch leicht konfigurierbar ist und eine problemlose Konfiguration der unterschiedlichen Arten an Netzwerkverbindungen.